# Samuel Hill
Samuel Hill (13 de mayo de 1857 - 26 de febrero de 1931), generalmente conocido como Sam Hill, fue un empresario, abogado, ejecutivo ferroviario y defensor de buenas carreteras estadounidense. Influyó significativamente en el desarrollo económico de la región del Pacífico Noroeste a principios del siglo XX.
Entre sus proyectos se incluyen el Arco de la Paz, un monumento en conmemoración de 100 años de paz entre Estados Unidos y Canadá, en la frontera entre Blaine, Washington, y Surrey, Columbia Británica, y el Museo de Arte Maryhill. Aunque su promoción de carreteras modernas pavimentadas es posiblemente su mayor legado, ahora es más recordado por construir la réplica de Stonehenge en Maryhill, Washington.

## Infancia y educación temprana
Sam Hill nació en una familia cuáquera en Deep River, Carolina del Norte. Durante la guerra civil estadounidense, su familia fHill ue desplazada y Sam creció después de la guerra en Minneapolis, Minnesota.
se graduó de Haverford College en 1878 (la misma alma mater que su padre). En Haverford, estudió latín, griego, francés y alemán, así como matemáticas, ciencias, literatura inglesa, lógica, retórica y ciencias políticas.
Asistió a la Universidad de Harvard durante un año para obtener una segunda licenciatura en 1879. En Harvard, continuó estudiando latín e historia ("Historia colonial de América" bajo la tutela de Henry Cabot Lodge) y se interesó por la oratoria y la filosofía ("Filosofía alemana en la actualidad" y "Economía política avanzada"). A pesar de haber asistido solo un año, se convirtió en un exalumno de Harvard extremadamente activo, sirviendo durante varios años en la Junta de Supervisores de Harvard, a pesar de que requería muchos viajes transcontinentales cada año para asistir a las reuniones. También se unió (y, en ocasiones, lideró) clubes de Harvard en varias ciudades de Estados Unidos.

## Carrera temprana y traslado a Seattle

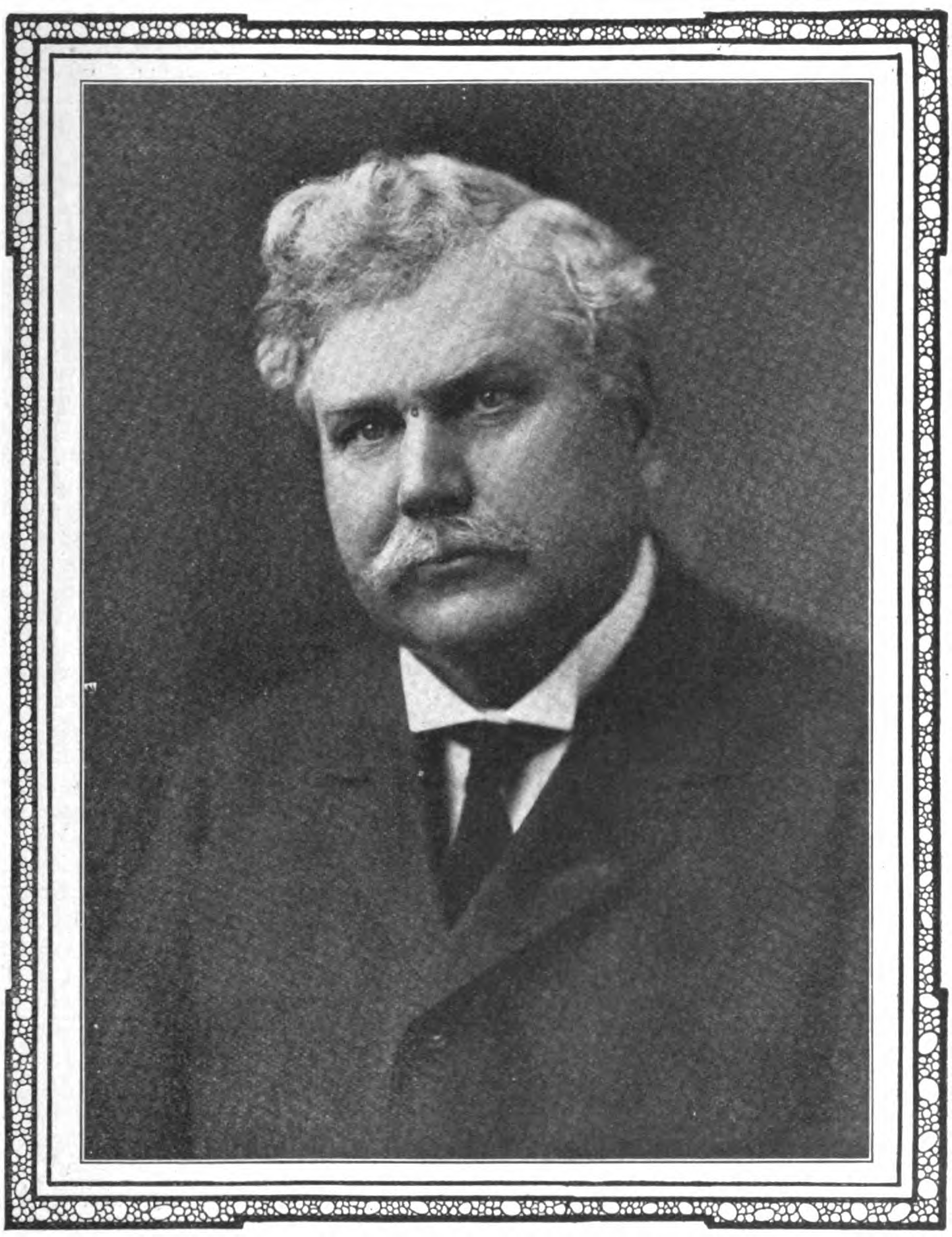
Samuel Hill en 1913

Después de que Sam Hill se graduara de Haverford College en 1878 y de la Universidad de Harvard en 1879, regresó a Minneapolis para ejercer la abogacía. Una serie de exitosos litigios contra el Great Northern Railway llamaron la atención del gerente general del ferrocarril, James J. Hill, quien contrató a Sam para representar al ferrocarril. En 1888, Sam Hill se casó con la hija mayor de James Hill, Mary.
Durante más de una década, Hill desempeñó un papel importante en los emprendimientos empresariales de su suegro, tanto en el Great Northern como en la presidencia de la Minneapolis Trust Company. Sin embargo, alrededor de 1900 tuvieron algún tipo de desavenencia, cuya naturaleza y grado no está clara; ni siquiera está claro si la discordia se debió a asuntos comerciales, a los problemas en el matrimonio de Sam y Mary, o a posibles síntomas tempranos de las tendencias maníacas de Sam. En cualquier caso, la ruptura no fue brusca: los dos hombres continuaron una correspondencia amistosa en asuntos comerciales.
Después de un viaje por Rusia en 1901 en el entonces aún no terminado Transiberiano, Hill se estableció en 1902 en Seattle, Washington, donde tenía importantes intereses en la Seattle Gas and Electric Company, que se centraba principalmente en el negocio del gas de carbón.
Hill había anunciado su intención de establecerse en Seattle en diciembre de 1900, pero su esposa Mary no se adaptó bien al noroeste y regresó a Minneapolis después de seis meses en Seattle, llevándose a sus dos hijos y dejando a Sam atrás. Él se quedó en Seattle y se embarcó en varios proyectos en el noroeste del Pacífico.

## Viajero del mundo

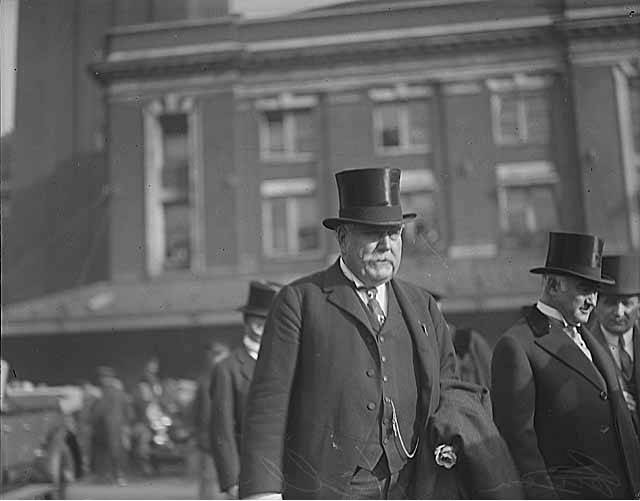
Samuel Hill, Seattle, 15 de enero de 1927

Sam Hill era un "viajero empedernido".Hablaba con fluidez alemán, francés e italiano, y aprendió al menos una cantidad moderada de ruso. Hill realizó al menos cincuenta viajes separados a Europa a lo largo de su viday visitó Japón nueve veces entre 1897 y 1922. Todos los extensos viajes de Hill se llevaron a cabo en una época en la que el transporte se limitaba a vehículos terrestres y embarcaciones.
A principios del siglo XX, Hill fue el único miembro estadounidense de la Sociedad Geográfica de Alemania. Recopilaba constantemente profundidades de los puertos e información sobre las temperaturas oceánicas para cartografiar las corrientes oceánicas. Esta información se agregaba a globos terráqueos de fabricación alemana de alta calidad, encargados repetidamente entre 1902 y 1914, que Hill regalaba.
Entre los amigos que Hill hizo en sus viajes se encontraba el rey Alberto I de Bélgica, quien lo nombró Comandante de la Orden de la Corona y Cónsul Honorario de Bélgica para Oregón, Washington e Idaho. Hill y su amigo Joseph Joffre (el Mariscal de Francia) realizaron un viaje alrededor del mundo juntos en 1922.También entabló amistad con la reina María de Rumania, quien le otorgó la Orden de la Corona en el Grado de Gran Cruz. Su visita a Estados Unidos en 1926 fue en gran medida por invitación suya.

## Empresas
Después de dejar el empleo de su suegro James J. Hill en 1900, Sam Hill emprendió una variedad de negocios y otros proyectos, con resultados diversos.

### Empresas de servicios públicos
Su empresa Seattle Gas and Electric Company se encontraba constantemente en una feroz rivalidad con otras empresas de servicios públicos, especialmente en competencia directa con Citizens' Light and Power Company, cuyo liderazgo incluía varios desertores de la compañía de Hill. Finalmente, después de una guerra de precios, Hill pudo vender las instalaciones de gas de su empresa a la consolidada Seattle Lighting Company en 1904 en condiciones favorables.
Otras incursiones en servicios públicos fueron menos exitosas: Home Telephone Company de Portland fue pionera en los teléfonos de marcación rotativa en la región, pero esta compañía telefónica independiente finalmente perdió ante el mejor integrado Bell System. Sus accionistas quedaron en la ruina, y los tenedores de bonos, entre los que se encontraba Hill, finalmente recibieron el 70% del valor nominal.
La Deep Water Coal and Iron Company en Alabama fue otro fracaso empresarial. Al final de su vida, las acciones de esta última empresa no tenían valor, en parte debido a la Gran Depresión.

### Comunidad de Maryhill
A partir de 1907, Sam Hill adquirió la mayor parte de lo que había sido un pequeño asentamiento llamado "Columbia" o "Columbus" cerca del río Columbia en el condado de Klickitat, Washington, que él imaginaba como una nueva comunidad en el Inland Empire. Nombró la parcela Maryhill, en honor a su esposa y su hija Mary, aunque ninguna de ellas vivió allí en realidad.
Su plan original era desarrollarlo como una comunidad agrícola de cuáqueros, pero Sam fue el único residente cuáquero conocido.En general, su intento de crear la comunidad de Maryhill fue una de las inversiones menos exitosas de Hill: Gastó al menos 600 000 dólares estadounidenses que nunca se recuperaron de manera significativa.

### Campo de golf y restaurante
Un emprendimiento más modesto pero exitoso fue un campo de golf y un restaurante grande y sencillo en Semiahmoo, justo al norte de la frontera entre Estados Unidos y Canadá y cerca del Peace Arch de Hill. El restaurante era básicamente un establecimiento de comida rápida temprano. Durante la Prohibición, el restaurante se benefició al estar en el lado canadiense de la frontera, donde se podían servir bebidas alcohólicas legalmente.

## Defensor de carreteras pavimentadas
Las buenas carreteras son más que mi pasatiempo, son mi religión.— Sam Hill

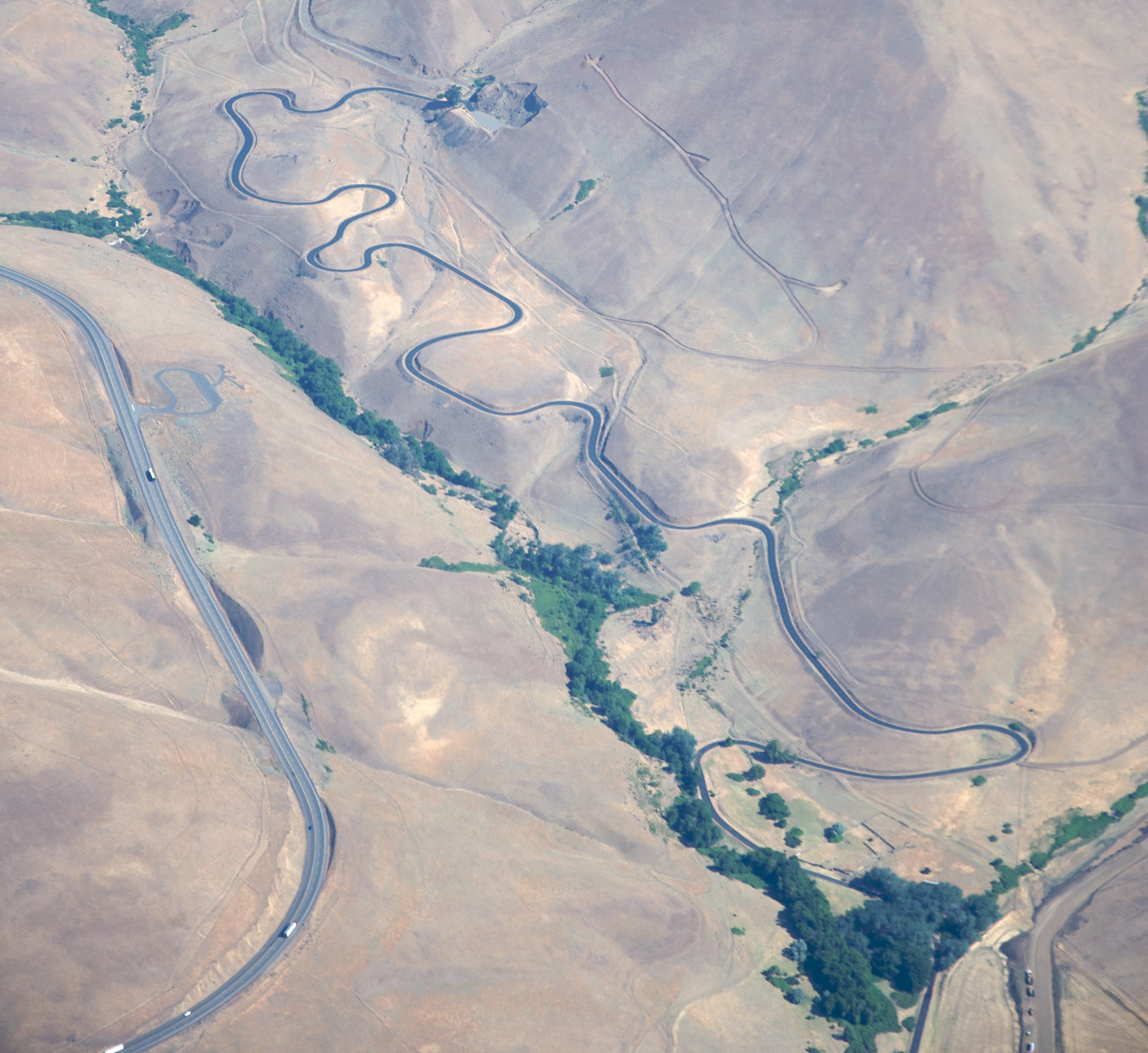
Maryhill Loops Road vista desde arriba.

Sam Hill dedicó mucha atención a la defensa de la construcción de carreteras modernas en Washington y Oregón. En septiembre de 1899, Hill creó la Asociación de Buenas Carreteras del Estado de Washington, que persuadió a la Legislatura del Estado de Washington de crear el Departamento de Transporte del Estado de Washington en 1905. También abogó por el uso de mano de obra penitenciaria para construir carreteras.

Las tierras de Hill alrededor de Maryhill resultaron útiles para su defensa. De 1909 a 1913, pavimentó 10 millas (16 km) de carretera de macadán asfaltada a su propio costo (100 000 dólares estadounidenses). Fue la primera carretera de este tipo en el noroeste del Pacífico y Hill experimentó con siete técnicas de pavimentación diferentes a lo largo de su longitud. La parte de esta carretera que se conserva, ahora llamada Maryhill Loops Road, normalmente está abierta a peatones y ciclistas y cerrada al tráfico motorizado. Es el lugar de celebración de carreras anuales de longboard y eventos de bicicleta de descenso.

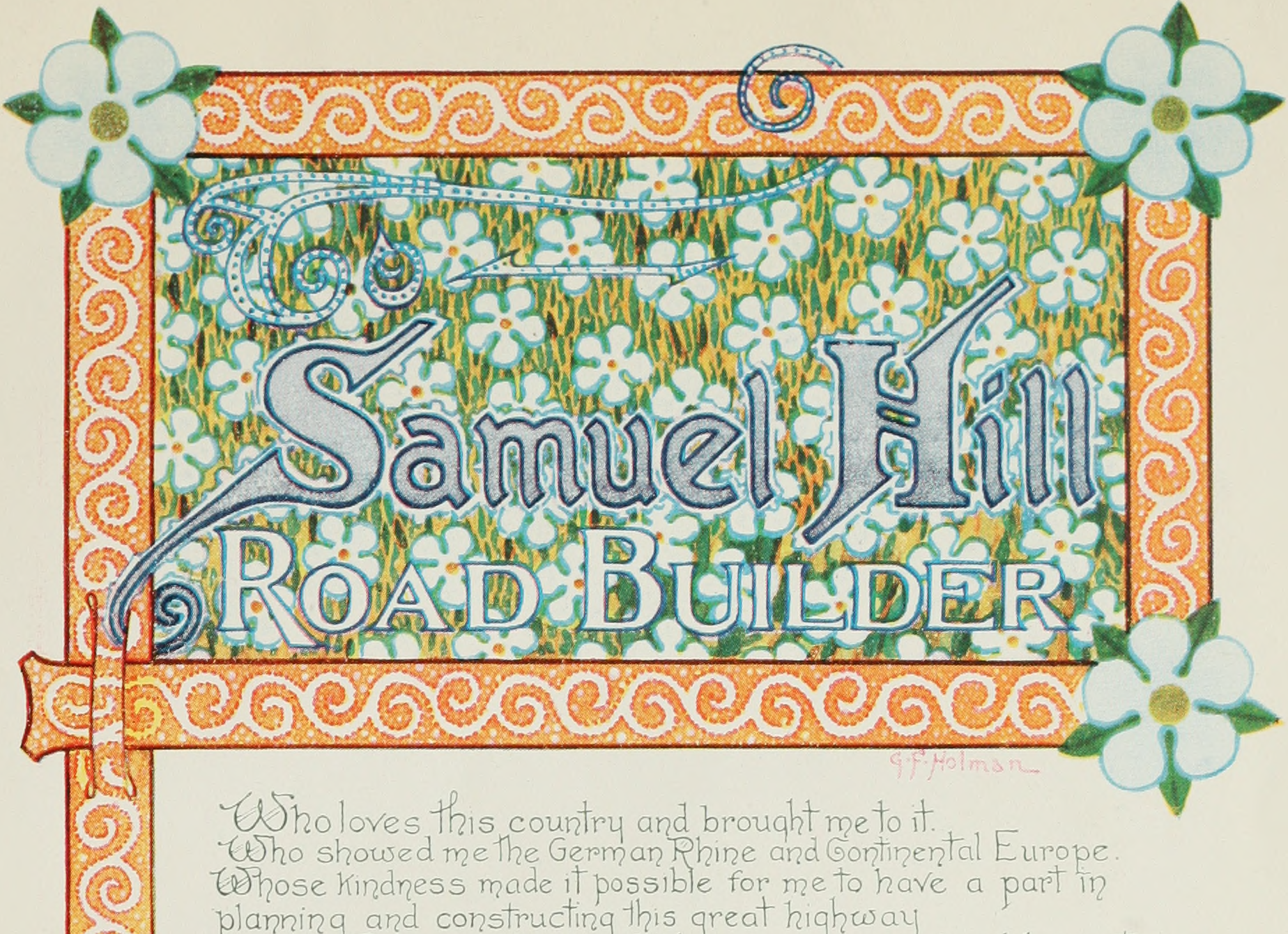
Samuel Hill Road Builder 1916 arte del libro Columbia Americas Great Highway

Arte del libro de 1916, Columbia: America's Great Highway En 1907, Hill persuadió a la Universidad de Washington para establecer la primera cátedra de ingeniería de carreteras en Estados Unidos. No pudo persuadir al Estado de Washington para que construyera una carretera en la orilla norte del río Columbia, pero en 1913 el gobernador de Oregón, Oswald West, y la Asamblea Legislativa de Oregón visitaron Maryhill para inspeccionar su carretera experimental prototipo.Posteriormente, el Estado de Oregón construyó la pintoresca Ruta del Río Columbia, que conectaba Astoria, Oregón, en la costa, con The Dalles, Oregón. En reconocimiento a su influencia, se colocó una placa en su honor a lo largo de la histórica Ruta del Río Columbia, en Chanticleer Point, Oregón.
También en honor a su defensa de las buenas carreteras, el puente cerca de Maryhill para la Ruta 97 de Estados Unidos sobre el río Columbia fue nombrado Puente Conmemorativo Sam Hill.
Sam Hill también fue un firme defensor de mejores carreteras para Japón y de la amistad entre Japón y Estados Unidos, lo cual le valió la Orden de los Tesoros Sagrados de Tercera Clase en 1922.

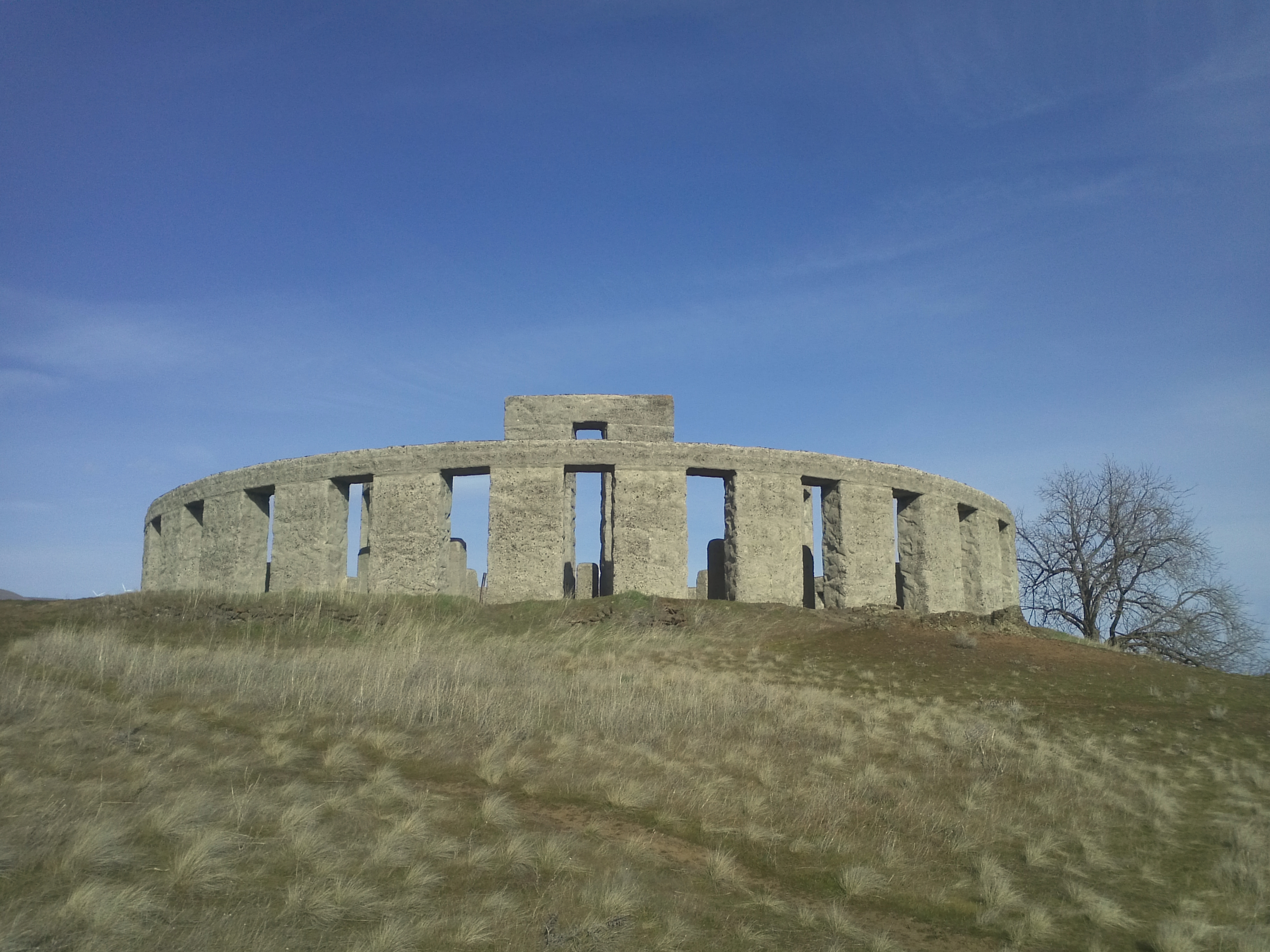
La réplica de Maryhill Stonehenge memorial de la Primera Guerra Mundial.

## Monumentos e instituciones
Sam Hill construyó dos monumentos destacados y un museo de arte, y compró el privado Minneapolis Athenaeum y lo donó a la ciudad. 

### Maryhill Stonehenge
La réplica de Stonehenge en Maryhill conmemora a los caídos en la Primera Guerra Mundial. Fue construida por Hill como un recordatorio de que en la actualidad todavía se están sacrificando personas en nombre del dios de la guerra.

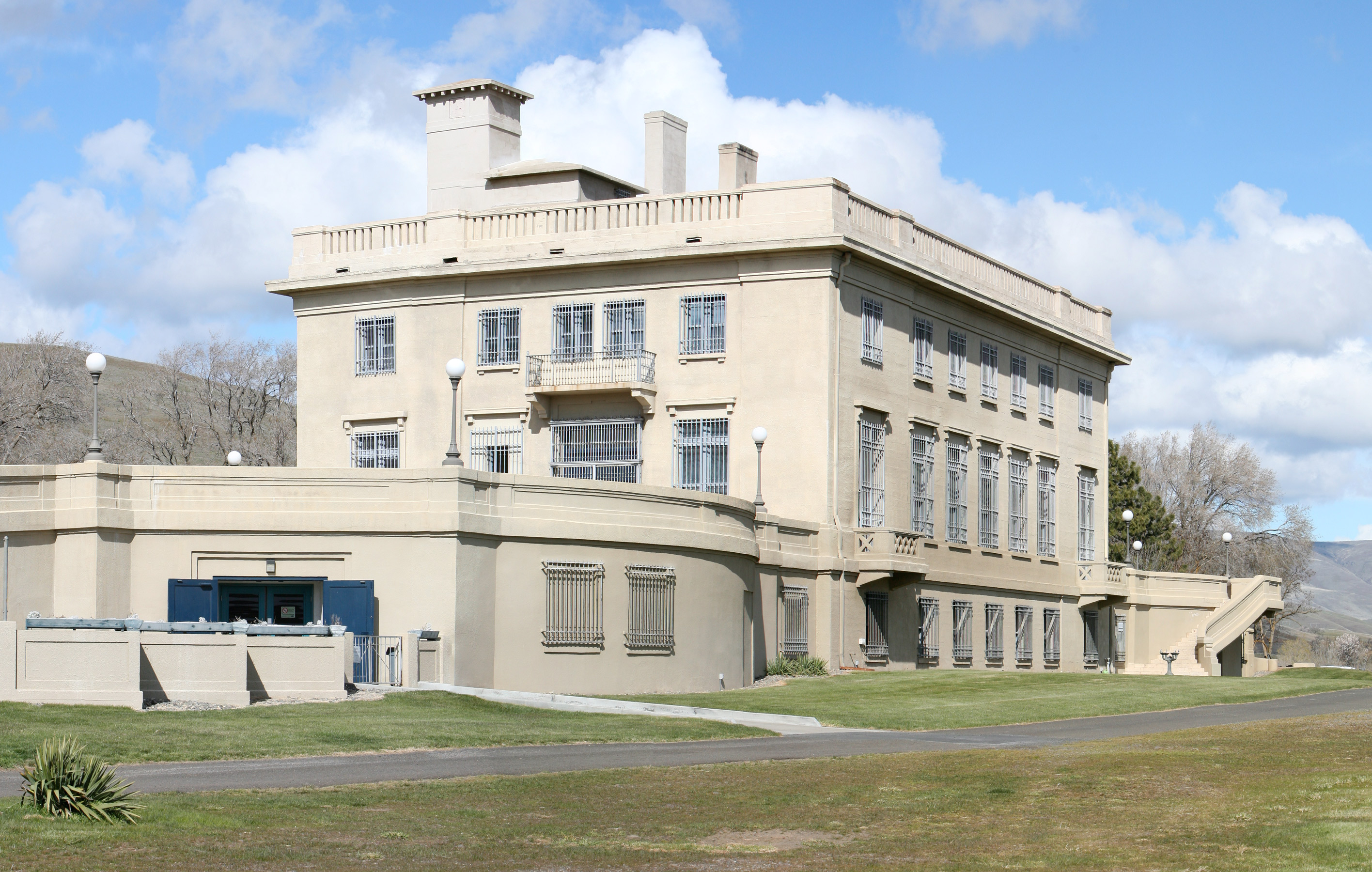
Museo de Arte MaryHill

### Museo de Arte Maryhill
Hill comenzó a construir una mansión en Maryhill, pero el proyecto no se completó durante su vida debido a una combinación de dificultades financieras y su frustración por la falta de construcción de una carretera en la orilla norte del río Columbia por parte del Estado de Washington o por no hacer que el área fuera fácilmente accesible.
Siguiendo el consejo de su amiga Loie Fuller, Sam decidió reconvertir el edificio en un museo de arte. El museo fue inaugurado por la reina Marie de Rumania en 1926, pero no abrió al público hasta 1940, nueve años después de la muerte de Hill.

### Arco de la Paz
El Arco de la Paz, donde la autopista Interestatal 5 cruza la frontera entre Estados Unidos y Canadá, celebra las relaciones pacíficas y la frontera abierta entre las dos naciones.

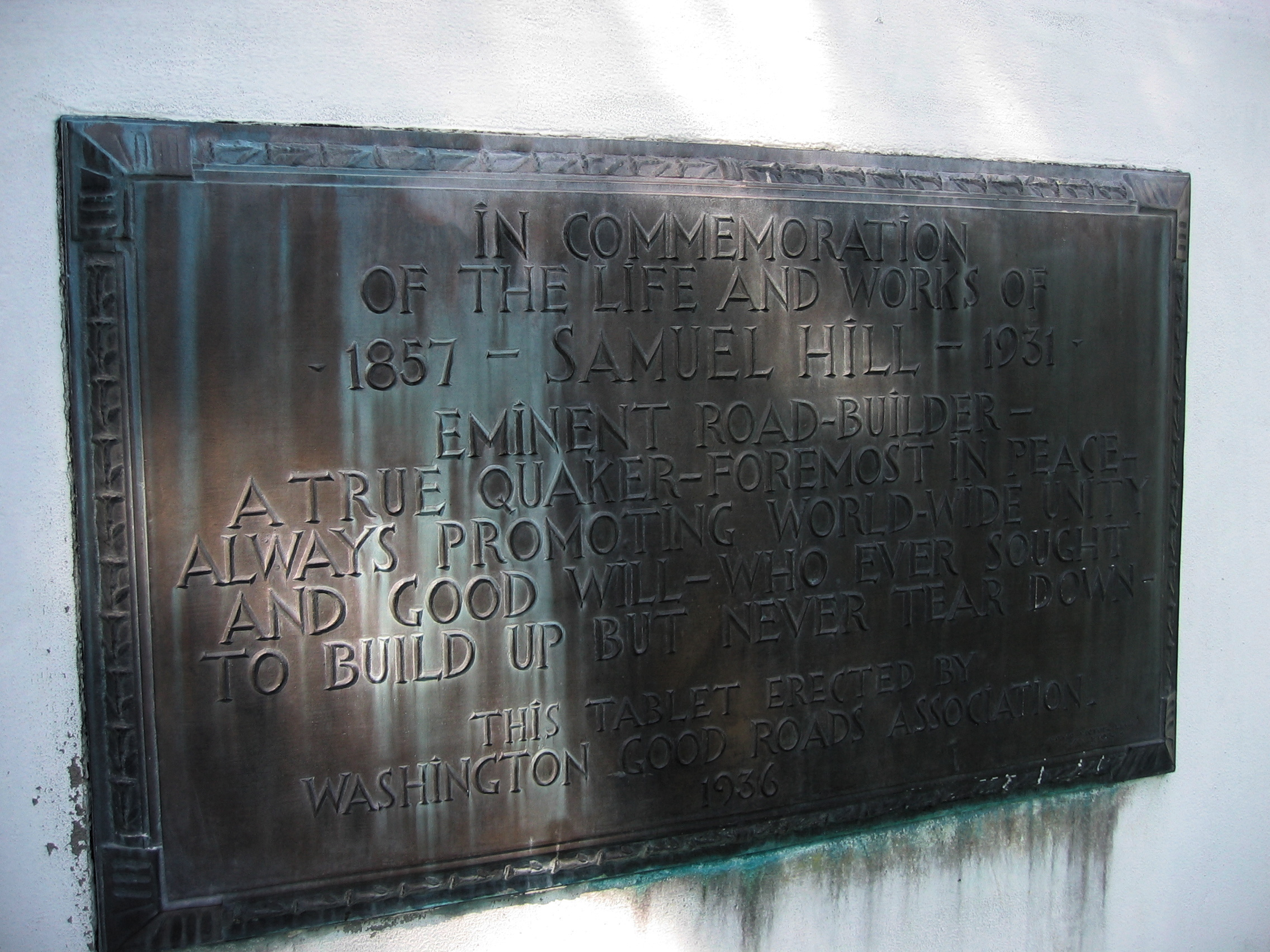
Una placa en honor a Samuel Hill, montada en el Arco de la Paz

### Minneapolis Athenaeum
Hill fue vicepresidente durante un tiempo del Minneapolis Athenaeum, una biblioteca privada por suscripción, y reclutó a George Putnam como bibliotecario en 1884. En 1907, donó una colección de grabados chinos. Eventualmente adquirió todas las acciones de la compañía Athenaeum, que donó a la Fundación Pública de Minneapolis.

## Política
Hill se identificaba como republicano y en ocasiones participaba activamente en el partido. No le gustaba la política antimonopolio de Teddy Roosevelt y consideraba que William Howard Taft era una elección tan desastrosa para presidente que abiertamente respaldó a William Jennings Bryan en 1908 y a Woodrow Wilson en 1912 y 1916. Eventualmente, después del final de la Primera Guerra Mundial, comenzó a oponerse a Wilson.
Generalmente tenía una actitud desfavorable hacia los sindicatos laborales.

## Vida personal y familiar

### Matrimonio
Sam Hill se casó con Marie Francis Hill (también conocida como Mamie Hill y, después de su matrimonio, como Mary Hill Hill) el 6 de septiembre de 1888. Un generoso regalo de bodas de su padre los situó inmediatamente en las filas de los adinerados.
Tuvieron dos hijos: Mary Mendenhall Hill (nacida el 3 de julio de 1889) y James Nathan Branson Hill (nacido el 23 de agosto de 1893). Mary era católica y Sam acordó que sus hijos serían educados en la fe católica. Sam era cuáquero, pero durante la próxima década o dos mantuvo excelentes relaciones con varios clérigos católicos, incluso algunas amistades cercanas.

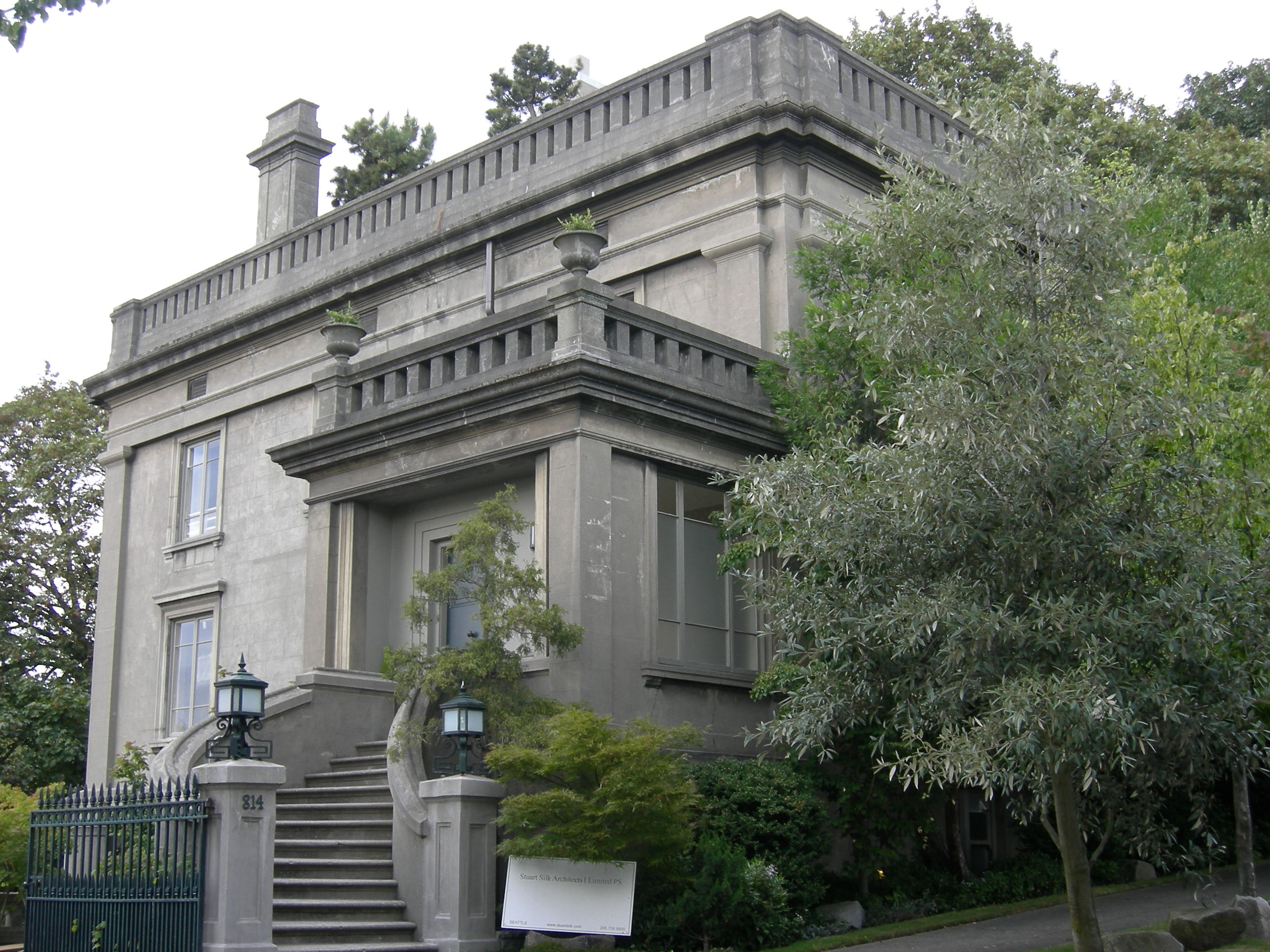
Mansión de hormigón de 1910 de Hill en Seattle, diseñada por los arquitectos Hornblower y Marshall de Washington D. C.

Su matrimonio nunca fue por amor y para 1900, cuando Sam decidió establecerse en Seattle, el matrimonio se estaba desmoronando. Mary dejó a Sam en Seattle y regresó al área de Minneapolis-St. Paul con sus hijos; eventualmente se mudó a Washington D. C.
Mary nunca regresó a Seattle, pero hasta 1907 Sam continuó visitándola en el Medio Oeste o en el Este al menos dos veces al año. Incluso compró una finca en Stockbridge, Massachusetts, donde Sam esperaba que él y Mary pudieran quedarse juntos ocasionalmente, pero su relación seguía enfriándose. Debido a que era católica, un divorcio estaba fuera de discusión para Mary; incluso es posible que la posibilidad ni siquiera se haya mencionado.
Mary cada vez se retiraba más del mundo: para 1921, el St. Paul Pioneer Press la describía como "prácticamente inválida", aunque vivió hasta 1947.
En cuanto a sus hijos, la hija Mary sufrió problemas emocionales y mentales durante toda su vida, y pasó gran parte de su vida institucionalizada.El hijo de Sam y Mary, James N.B. Hill, llevó una vida de hombre adinerado, pero nunca impresionó al biógrafo de su padre como alguien que haya dejado una marca particular en el mundo.

### Otros hijos
No está claro si Sam fue infiel a su esposa antes de que ella lo abandonara, pero ciertamente no se mantuvo fiel después. Tuvo al menos tres hijos con otras mujeres a quienes les proporcionó seguros, fideicomisos a su nombre, etc.
Uno de estos hijos es identificado por el biógrafo de Hill, John E. Tuhy, escribiendo en 1983, solo como un "hijo que vive en Columbia Británica".
Otro fue Elizabeth Ehrens (nacida el 27 de diciembre de 1914). Su madre era Annie Laurie Whelan, secretaria de Sam en la Home Telephone Company. Elizabeth fue legitimada por el matrimonio de conveniencia de su madre con un hombre suizo-alemán llamado Henry Ehrens, quien pronto regresó permanentemente a Europa. La pareja obtuvo un divorcio en 1918.
El último hijo de Sam Hill fue Sam Bettle Hill (nacido en agosto de 1928, fallecido en 1997), hijo de Mona Bell, una jinete temeraria convertida en reportera; que supuestamente apareció en el espectáculo del Lejano Oeste de Buffalo Bill Cody.
El año anterior al nacimiento de su hijo, Sam compró a Bell 35 acres (140,000 m2) en el río Columbia y le construyó una casa de 22 habitaciones que finalmente fue demolida para la construcción de la presa Bonneville.Sam arregló un matrimonio de conveniencia para Mona Bell con su primo Edgar Hill, permitiendo una vez más que su hijo fuera criado como legítimo y, esta vez, como miembro legal de la familia de su padre biológico.

### Carácter y salud mental
El biógrafo de Hill, John E. Tuhy (Sam Hill: El príncipe de Castle Nowhere, 1983), cuestiona ocasionalmente aspectos del relato de Hill sobre su vida y acciones, encontrando contradicciones en las anécdotas contadas en diferentes momentos.Cree que Hill era al menos algo maniaco-depresivo y ve fuertes indicios de un estado maníaco, o al menos hipomaníaco, en sus numerosos proyectos, a menudo fallidos, en la década de 1920 y posiblemente de paranoia en su creencia de que la Unión Soviética quería hacerle daño.
Tuhy plantea la posibilidad de que algún aspecto temprano de esta "inestabilidad" haya tenido un papel en la separación de negocios entre Sam y James J. Hill. Una carta de 1901 de Sam a James sugiere que Sam creía que su suegro estaba al menos en cierto grado decepcionado con él: escribe sobre haber sido "una vergüenza para ti" en varias ocasiones, aunque el registro histórico no muestra indicación alguna de errores comerciales significativos por parte de Sam durante su asociación con su suegro.

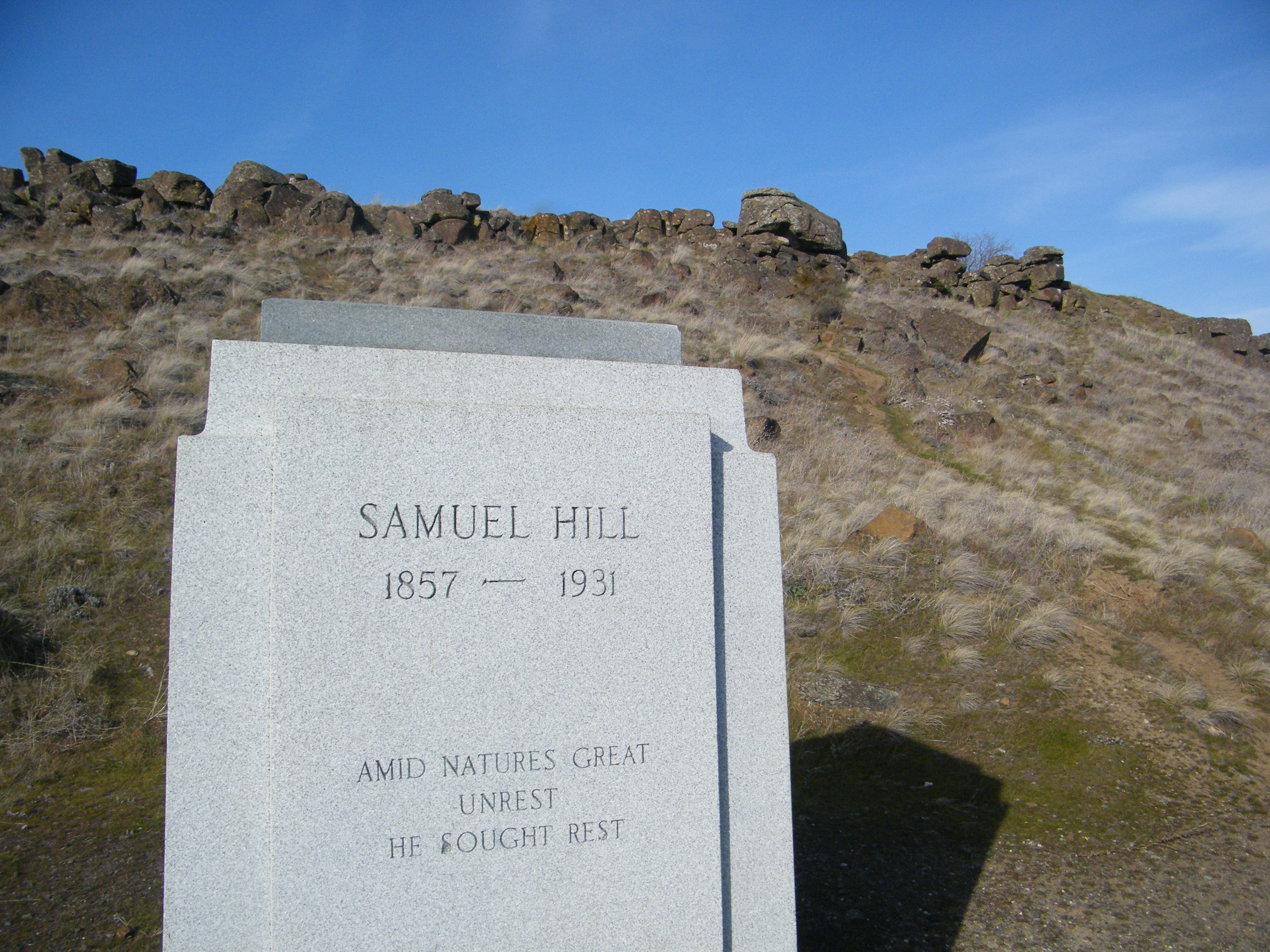
Lápida de Samuel Hill cerca de Maryhill Stonehenge

### Muerte y monumento funerario de entierro.
En 1931, Hill fue a Salem para hablar ante la Legislatura del Estado de Oregón sobre la necesidad de regular los camiones para proteger el estado de las carreteras; tenía la intención de hacer lo mismo ante la Legislatura del Estado de Washington. Sin embargo, se enfermó gravemente en el camino y murió de causas naturales a los 74 años. La causa registrada de su muerte es "un absceso de la cavidad peritoneal menor que se había roto en el estómago, produciendo hemorragias fatales / terminales".
Hill eligió una cornisa debajo de su réplica de Stonehenge como lugar de entierro y diseñó su propio monumento. Su monumento original no perduró y desde entonces ha sido reemplazado.